# Aleš Jeseničnik
Aleš Jeseničnik (Velenje, 28 giugno 1984) è un ex calciatore sloveno, di ruolo difensore.